# جيمس أ. باتن
جيمس أ. باتن (بالإنجليزية: James A. Patten)‏ هو شخصية أعمال أمريكي، ولد في 1852، وتوفي في 1928.